# Рузаевка
Рузаевка (на руски: Рузаевка; на мокшански: Орозай; на ерзянски: Оразай ош) е град в Русия, административен център на Рузаевски район, автономна република Мордовия. Населението на града към 1 януари 2018 е 45 248 души.